# Tomosvaryella nigronitida
Tomosvaryella nigronitida är en tvåvingeart som först beskrevs av Collin 1958.  Tomosvaryella nigronitida ingår i släktet Tomosvaryella och familjen ögonflugor. Inga underarter finns listade i Catalogue of Life.